# Cölestinische Vergebungsfeier

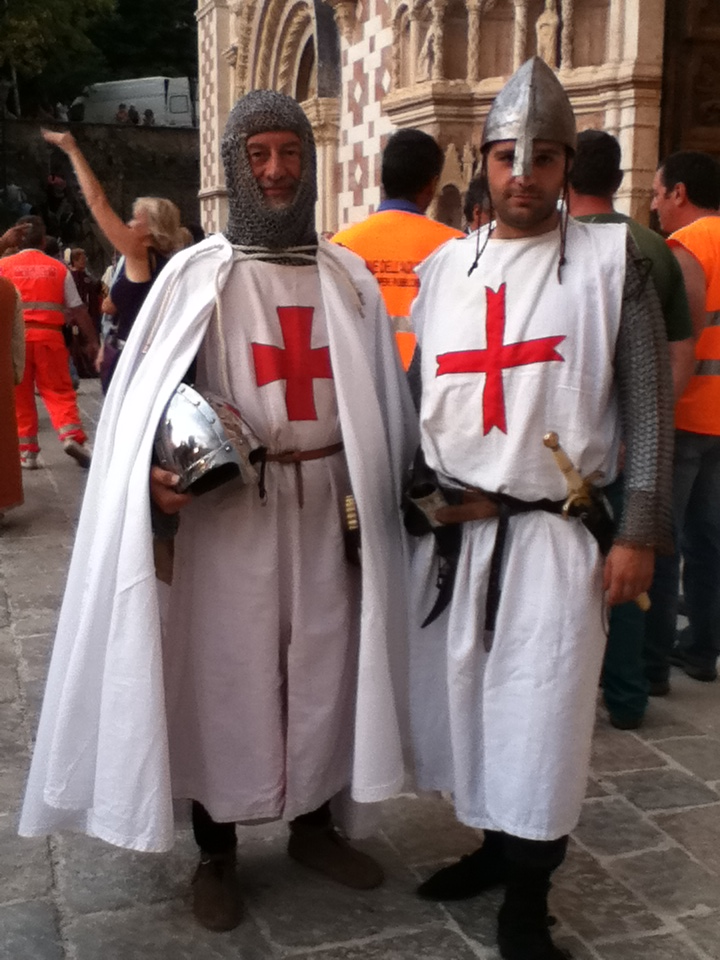
Als Ordensritter Verkleidete vor der Basilika am 29. August 2011

Die Cölestinische Vergebungsfeier (italienisch Perdonanza Celestiniana) oder Collemaggio-Ablass ist eine religiös-historische Veranstaltung, die jährlich Ende August in L’Aquila, Italien, stattfindet. Den Ursprung bildet ein römisch-katholischer Ritus, der 1294 von Papst Cölestin V. mit seiner Bulle Inter sanctorum solemnia (auch bekannt als Bulle der Vergebung) eingeführt wurde.
Mit einem Ablassprivileg gewährt der Papst allen Gläubigen einen vollkommenen Ablass, die am Festtag der Enthauptung Johannes des Täufers (29. August) ihre Sünden in wahrer Reue beichten und danach in der Basilika Santa Maria di Collemaggio beten und an der heiligen Messe teilnehmen.
Wie bei vielen solcher Ablasstage entwickelte sich um den religiösen Kern ein reiches Brauchtum mit Festumzügen, Bühnen- und Musikveranstaltungen.
Im Jahr 2019 wurde das Fest in die UNESCO-Liste des immateriellen Kulturerbes der Menschheit aufgenommen. Im Jahr 2022 feierte Papst Franziskus die Vergebungsfeier persönlich in L’Aquila.